# Campeonato Mundial de Atletismo de 2019 - Lançamento de martelo masculino
A competição do lançamento de martelo masculino no Campeonato Mundial de Atletismo de 2019 foi realizada no Estádio Internacional Khalifa, em Doha, no Catar, nos dias 1 e 2 de outubro.

## Recordes
Antes da competição, os recordes eram os seguintes: 
| Recorde mundial                               | Yuriy Sedykh (URS)     | 86.74 | Estugarda, Alemanha Ocidental | 20 de agosto de 1986  |
| Recorde do campeonato                         | Ivan Tsikhan (BLR)     | 83.63 | Osaka, Japão                  | 27 de agosto de 2007  |
| Recorde do ano                                | Wojciech Nowicki (POL) | 81.74 | Poznań, Polónia               | 2 de julho de 2019    |
| Recorde africano                              | Mostafa Al-Gamel (EGY) | 81.27 | Cairo, Egito                  | 21 de março de 2014   |
| Recorde asiático                              | Koji Murofushi (JPN)   | 84.86 | Praga, República Checa        | 29 de junho de 2003   |
| Recorde da América do Norte, Central e Caribe | Lance Deal (USA)       | 82.52 | Milão, Itália                 | 7 de setembro de 1996 |
| Recorde da América do Sul                     | Wagner Domingos (BRA)  | 78.63 | Celje, Eslovênia              | 19 de junho de 2016   |
| Recorde europeu                               | Yuriy Sedykh (URS)     | 86.74 | Estugarda, Alemanha Ocidental | 20 de agosto de 1986  |
| Recorde da Oceania                            | Stuart Rendell (AUS)   | 79.29 | Varaždin, Croácia             | 6 de julho de 2002    |

## Medalhistas
| Ouro               | Prata               | Bronze                                      |
| Pawel Fajdek (POL) | Quentin Bigot (FRA) | Bence Halasz (HUN) · Wojciech Nowicki (POL) |

## Tempo de qualificação
| Tempo de qualificação |
| --------------------- |
| 76.00 m               |

## Calendário
| Data                 | Horário | Fase         |
| -------------------- | ------- | ------------ |
| 1 de outubro de 2019 | 16:30   | Qualificação |
| 2 de outubro de 2019 | 21:40   | Final        |

Todos os horários estão no horário local (UTC+3)

## Resultados

### Qualificação
Qualificação: 76.50 m (Q) ou as 12 melhores performances (q). 
| Pos. | Grupo | Atleta                 | Nacionalidade   | Tentativa | Tentativa | Tentativa | Marca | Notas |
| Pos. | Grupo | Atleta                 | Nacionalidade   | 1         | 2         | 3         | Marca | Notas |
| ---- | ----- | ---------------------- | --------------- | --------- | --------- | --------- | ----- | ----- |
| 1    | B     | Paweł Fajdek           | Polónia         | 79.24     |           |           | 79.24 | Q     |
| 2    | A     | Wojciech Nowicki       | Polónia         | 77.89     |           |           | 77.89 | Q     |
| 3    | A     | Quentin Bigot          | França          | 77.44     |           |           | 77.44 | Q     |
| 4    | B     | Rudy Winkler           | Estados Unidos  | 76.00     | 74.03     | 77.06     | 77.06 | Q,    |
| 5    | A     | Javier Cienfuegos      | Espanha         | 74.87     | 75.06     | 76.90     | 76.90 | Q     |
| 6    | B     | Bence Halász           | Hungria         | 76.90     |           |           | 76.90 | Q     |
| 7    | B     | Mykhaylo Kokhan        | Ucrânia         | x         | 76.56     |           | 76.56 | Q     |
| 8    | B     | Eivind Henriksen       | Noruega         | 76.21     | 75.48     | 76.46     | 76.46 | q     |
| 9    | A     | Yevgeniy Korotovskiy   | Atletas Neutros | 74.96     | 75.90     | 76.36     | 76.36 | q     |
| 10   | A     | Nick Miller            | Grã-Bretanha    | x         | 76.36     | x         | 76.36 | q     |
| 11   | A     | Hleb Dudarau           | Bielorrússia    | 71.74     | 75.38     | 76.28     | 76.28 | q     |
| 12   | A     | Ashraf Amgad El-Seify  | Catar           | 72.38     | 76.22     | x         | 76.22 | q,    |
| 13   | B     | Michail Anastasakis    | Grécia          | 72.75     | 73.62     | 75.07     | 75.07 |       |
| 14   | A     | Conor McCullough       | Estados Unidos  | 74.26     | 74.88     | 72.82     | 74.88 |       |
| 15   | B     | Zakhar Makhrosenka     | Bielorrússia    | 71.74     | 73.08     | 74.80     | 74.80 |       |
| 16   | B     | Serghei Marghiev       | Moldávia        | 74.15     | 74.25     | 74.28     | 74.28 |       |
| 17   | A     | Gabriel Kehr           | Chile           | 73.99     | 73.80     | 71.79     | 73.99 |       |
| 18   | B     | Marcel Lomnický        | Eslováquia      | 73.51     | 73.01     | x         | 73.51 |       |
| 19   | B     | Denis Lukyanov         | Atletas Neutros | 71.41     | 71.93     | 73.47     | 73.47 |       |
| 20   | B     | Özkan Baltaci          | Turquia         | 73.19     | 72.68     | x         | 73.19 |       |
| 21   | A     | Diego del Real         | México          | 71.90     | 73.15     | 71.62     | 73.15 |       |
| 22   | A     | Krisztián Pars         | Hungria         | 72.69     | 72.36     | 73.05     | 73.05 |       |
| 23   | A     | Christos Frantzeskakis | Grécia          | 72.96     | x         | 72.81     | 72.96 |       |
| 24   | A     | Daniel Haugh           | Estados Unidos  | x         | 68.52     | 72.85     | 72.85 |       |
| 25   | B     | Humberto Mansilla      | Chile           | 71.71     | x         | 72.68     | 72.68 |       |
| 26   | B     | Roberto Sawyers        | Costa Rica      | x         | 70.58     | 72.41     | 72.41 |       |
| 27   | A     | Serhiy Perevoznikov    | Ucrânia         | x         | 72.16     | 71.26     | 72.16 |       |
| 28   | B     | Alberto González       | Espanha         | 71.69     | 71.59     | x         | 71.69 |       |
| 29   | B     | Serhiy Reheda          | Ucrânia         | x         | x         | 71.28     | 71.28 |       |
| 30   | A     | Mostafa El Gamel       | Egito           | 68.99     | 70.45     | 68.16     | 70.45 |       |
| 31   | A     | Joaquín Gómez          | Argentina       | 70.07     | 70.17     | 68.40     | 70.17 |       |

### Final
A final ocorreu dia 2 de outubro às 21:40. 
| Pos.              | Atleta                | Nacionalidade   | Tentativa | Tentativa | Tentativa | Tentativa | Tentativa | Tentativa | Marca | Notas                |
| Pos.              | Atleta                | Nacionalidade   | 1         | 2         | 3         | 4         | 5         | 6         | Marca | Notas                |
| ----------------- | --------------------- | --------------- | --------- | --------- | --------- | --------- | --------- | --------- | ----- | -------------------- |
| Medalha de ouro   | Paweł Fajdek          | Polónia         | 79.34     | 80.16     | 79.37     | 80.50     | x         | x         | 80.50 |                      |
| Medalha de prata  | Quentin Bigot         | França          | 76.34     | 78.06     | 77.89     | 78.19     | x         | 74.87     | 78.19 | Recorde da temporada |
| Medalha de bronze | Bence Halász          | Hungria         | 78.18     | x         | x         | x         | 73.76     | x         | 78.18 |                      |
| Medalha de bronze | Wojciech Nowicki      | Polónia         | 76.25     | 76.50     | x         | 77.42     | x         | 77.69     | 77.69 |                      |
| 5                 | Mykhaylo Kokhan       | Ucrânia         | 74.52     | 72.58     | 75.83     | 76.21     | 77.39     | 76.50     | 77.39 | Recorde pessoal      |
| 6                 | Eivind Henriksen      | Noruega         | 76.03     | x         | 77.38     | x         | 75.36     | 77.07     | 77.38 |                      |
| 7                 | Javier Cienfuegos     | Espanha         | 73.25     | 74.73     | 76.00     | 76.57     | 76.01     | 74.64     | 76.57 |                      |
| 8                 | Hleb Dudarau          | Bielorrússia    | 75.45     | 74.36     | 76.00     | 74.30     | 74.46     | 75.34     | 76.00 |                      |
| 9                 | Ashraf Amgad El-Seify | Catar           | 75.28     | 75.41     | 75.09     |           |           |           | 75.41 |                      |
| 10                | Nick Miller           | Grã-Bretanha    | 75.31     | x         | x         |           |           |           | 75.31 |                      |
| 11                | Rudy Winkler          | Estados Unidos  | 74.42     | 75.20     | 73.47     |           |           |           | 75.20 |                      |
| 12                | Yevgeniy Korotovskiy  | Atletas Neutros | x         | 74.64     | 75.14     |           |           |           | 75.14 |                      |

Legenda
| Recorde mundial       | Recorde mundial (World record)               |                       | Recorde africano                      | Recorde africano (African) |                                           | Q | Classificado por posição (Qualified) |
| Recorde do campeonato | Recorde do campeonato (Championship record)  | Recorde da América    | Recorde da América (Americas)         | q                          | Classificado por melhor tempo (Qualified) |   |                                      |
| Melhor marca do ano   | Melhor marca do ano (World leading)          | Recorde asiático      | Recorde asiático (Asian)              | DNS                        | Não largou (Did not start)                |   |                                      |
| Recorde nacional      | Recorde nacional (National record)           | Recorde europeu       | Recorde europeu (European)            | DNF                        | Não terminou (Did not finish)             |   |                                      |
| Recorde pessoal       | Recorde pessoal do atleta (Personal best)    | Recorde da Oceania    | Recorde da Oceania (Oceania)          | DSQ / DQ                   | Desclassificado (Disqualified)            |   |                                      |
| Recorde da temporada  | Recorde da temporada do atleta (Season best) | Recorde sul-americano | Recorde sul-americano (South America) | NM                         | Sem marca (No mark)                       |   |                                      |